# Курченко, Андрей Игоревич
Андре́й И́горевич Ку́рченко  (29 января 1965, г. Черновцы, УССР) — украинский дерматолог, иммунолог и аллерголог. Доктор медицинских наук, профессор. Заведующий кафедрой клинической иммунологии и аллергологии с секцией медицинской генетики Национального медицинского университета имени А. А. Богомольца. Эксперт Научно-экспертного совета Государственного экспертного центра Министерства здравоохранения Украины. Действительный член Европейской и Американской академий аллергологии и клинической иммунологии. Вице-президент Украинского общества специалистов по иммунологии, аллергологии и иммунореабилитации (УОИАИ). Заместитель редактора журнала «Иммунология и аллергология. Наука и практика». Соавтор национальных учебников «Клиническая и лабораторная иммунология» (2012) и «Иммунология» (2013).

## Биография
Андрей Игоревич Курченко родился 29 января 1965 года в г. Черновцы в семье врача.
В 1982 году с отличием окончил среднюю школу и поступил на первый курс Черновицкого медицинского института по специальности «Лечебное дело», который окончил с отличием в 1988 году. В студенческие годы интересовался дерматологией.
В 1988—1990 годах учился в клинической ординатуре, а в 1990—1993 — стационарно в аспирантуре на кафедре кожных и венерических болезней Киевского государственного института усовершенствования врачей (КГИУВ). В то время кафедру возглавлял известный советский дерматовенеролог, основатель современной украинской школы дерматовенерологии, профессор Борис Тихонович Глухенький (1925—2015). С 1970-х на кафедре зарождается новое направление иммунодерматологии, которое к концу 80-х годов становится ведущим.
В 1993 году под руководством профессоров Б. Т. Глухенького и патоморфолога В. П. Сильченко Андрей Игоревич Курченко защитил кандидатскую диссертацию «Роль клеточно-опосредованного иммунитета в патогенезе экземы и метод иммунокорректирующей терапии больных».
С 1993 по 1997 год работал на кафедре кожных и венерических болезней. Сначала на должности ассистента, а в дальнейшем — старшего научного сотрудника научно-исследовательского центра (КГИУВ).
В 1996 году проходил стажировку в Великобритании.
С 1997 года ассистент, а с 2005 — доцент кафедры клинической иммунологии и аллергологии с секцией медицинской генетики Национального медицинского университета имени А. А. Богомольца.
В 2008 году защитил докторскую диссертацию «Атопический дерматит: характеристика изменений системного и локального иммунитета» (научный консультант профессор Дранник Георгий Николаевич (укр.).
В 2012 году избран на должность заведующего кафедрой клинической иммунологии и аллергологии с секцией медицинской генетики Национального медицинского университета имени А. А. Богомольца.
В 2014 году А. И. Курченко присвоено ученое звание профессор.

## Научная деятельность
Тематика научных исследований профессора Курченко включает: иммунологию кожи и слизистых оболочек, дерматологию, аллергологию, молекулярную генетику.
Получил высшие профессиональные категории по специальностям: клиническая иммунология, аллергология, а также квалификационные подтверждения по специальностям: дерматовенерология, генетика и организация здравоохранения.
Член двух специализированных ученых советов по специальности иммунология и аллергология.
С 2011 года является вице-президентом Украинского общества специалистов по иммунологии, аллергологии и иммунореабилитации (УОИАИ).
С 2012 года — эксперт Научно-экспертного совета Государственного экспертного центра МЗ Украины.
С 2013 года — член клинико-экспертной комиссии МЗ Украины по аллергологии, иммунологии, клинической и лабораторной иммунологии.
Принимал участие в разработке стандартов оказания медицинской помощи (унифицированных клинических протоколов) по атопическому дерматиту, общему вариабельному иммунодефициту, дефициту миелопероксидазы фагоцитов, медикаментозной аллергии, включая анафилаксию и герпетической инфекции.
Врач-консультант высшей категории по специальностям клиническая иммунология и аллергология Института сердца МЗ Украины.
В 2012—2014 годах — заведующий отделом аспирантуры, с 2015 года — председатель апробационного совета «Теоретическая медицина» и член научно-координационного совета Национального медицинского университета имени А. А. Богомольца.
В 2015—2017 годах — руководитель серии научно-исследовательских работ по изучению клинических, иммунологических, генетических особенностей диагностики и лечения заболеваний, ассоциированных с патологией кожи, слизистых оболочек и лимфоидной ткани.
Заместитель главного редактора профессионального журнала «Иммунология и аллергология. Наука и практика», член редакционной коллегии журнала «Астма и аллергия».
Соавтор 2 учебников, 3 учебных пособий, 5 учебных программ, более 200 научных трудов, 7 патентов на изобретения.
Соавтор курса «Дерматология и аллергология» на электронном образовательном портале для специалистов MEDTV.ONLINE

## Международная деятельность
Действительный член Европейской и Американской академий аллергологии и клинической иммунологии.
В 2001 году А. И. Курченко был одним из организаторов международной школы молодых ученых под эгидой Европейского и Американского обществ иммунологов и аллергологов. Школа была проведена в Киеве и в Крыму. Лекции читали 32 профессора, а слушателями стали более ста молодых ученых из разных стран мира. В процессе подготовки состоялось знакомство с профессором Гарвардского университета, руководителем Института иммунологических исследований Новой Англии (IRINE) Лоуренсом Ду Баски, положившее начало научному сотрудничеству межу НМУ имени А. А. Богомольца и Институтом иммунологических исследований Новой Англии (IRINE) г. Гарднер (США), которое длится уже более 20 лет.
В 2019 году профессор А. И. Курченко, в рамках межправительственного договора между Украиной и Китайской Народной Республикой, по персональному приглашению медицинской компании Бо Жунь, находился с рабочей поездкой в Китайской Народной Республике, где прочитал цикл лекций по вопросам генетических основ и современных методов диагностики и лечения иммунозависимых заболеваний кожи, провел большое количество консультаций, консилиумов и обсуждений результатов лечения. По итогам визита был подписан договор о научном и консультативном сотрудничестве с Исследовательским институтом профилактики и терапии (г. Гуанчжоу, провинция Гуандун) и проведены переговоры по вопросам привлечения к общим научным проектам украинских специалистов из академических центров и университетов.
Профессор А. И. Курченко — активный участник Второго украинско-китайского форума высшего уровня по традиционной китайской медицине (ТКМ), посвященного интеграции ТКМ в медицинскую отрасль Украины (6—7 октября 2019 года, Киев).

## Награды
В октябре 2016 года награжден Благодарностью Министерства образования и науки Украины.
В конце 2019 года отмечен наградой Всеукраинской ассоциации восточной медицины за развитие кооперации между украинской и традиционной китайской медициной.

## Учебники
- Клиническая и лабораторная иммунология. Национальный учебник / под общей редакцией доктора медицинских наук, профессора Кузнецовой Л. В.; доктора медицинских наук, профессора Фролова В. М.; доктора медицинских наук, профессора Бабаджана В. Д. — К. : ООО «Полиграф плюс», 2012. — ISBN 978-966-8977-28-2.
- Иммунология. Национальный учебник / под общей редакцией проф. Кузнецовой Л. В. Проф. Бабаджана В. Д., член-кор. НАМН Украины, проф. Харченко Н. В. — Винница, 2013. — 563 с. — ISBN 978-966-2696-79-0.

## Публикации
- Иммунная система слизистых, физиологическая микрофлора и пробиотики: монографія / Г. Н. Дранник, А. И. Курченко, А. Г. Дранник. — К. : Полиграф Плюс, 2009. — 141 с. — ISBN 978-966-8977-02-2
- Современные представления об этиологии и патогенезе полипозных риносинуситов, протекающих на фоне круглогодичного аллергического ринита. Монография / Л. В. Кузнецова и др. — Киев: Актавис Украина, 2015. — 94 с.
- Роль стафилококковых суперантигенов в патогенезе атопического дерматита // Инфекц. болезни. — 2006. — № 3.
- Production of TNF-α and IL-12 by Peripheral Blood Mononuclear Lymphocytes from Patients with Herpes Virus Infections Reflects the Intensity of Clinical Symptoms // Clinical Immunology. — 2008. — Vol. 127 (соавт.).
- Cytokine Profile Shifts In Patients With Recurrent Herpes Simplex Of The Oral Mucosa And Lips // J. of Allergy and Clinical Immunology. — 2012. — Vol. 129, issue 2 (соавт.).